# Mirosław Krajewski
Mirosław Krajewski (Nowiny; 13 de Outubro de 1946 — ) é um político da Polónia. Ele foi eleito para a Sejm em 25 de Setembro de 2005 com 11333 votos em 5 no distrito de Toruń, candidato pelas listas do partido Samoobrona Rzeczpospolitej Polskiej.
Ele também foi membro da Sejm 2001-2005.